# 洛香镇
洛香镇，是中华人民共和国贵州省黔东南苗族侗族自治州从江县下辖的一个乡镇级行政单位。

## 行政区划
洛香镇下辖以下地区：
洛香社区、洛香村、大团村、登岜村、大桥村、上皮林村、新平村、方良村、平乐村、七星村、郎寨村、荣新村、岩寨村、独洞村、伦洞村、归河村和塘洞村。

## 交通
- 贵广客运专线：从江站